# علی‌کند، اوجار
علی‌کند، اوجار (به ترکی آذربایجانی: Əlikənd) یک منطقهٔ مسکونی در جمهوری آذربایجان است که در شهرستان اوجار واقع شده‌است. علی‌کند ۸۲۱ نفر جمعیت دارد.